# نيكلاس ليندغرين
نيكلاس ليندغرين (بالفنلندية: Niklas Lindgren)‏ هو متسابق يخت فنلندي، ولد في 18 مايو 1988 في هلسنكي في فنلندا.

## وصلات خارجية
- نيكلاس ليندغرين على موقع الاتحاد الدولي للملاحة الشراعية (موقع جديد) (الإنجليزية)
- نيكلاس ليندغرين على موقع اللجنة الأولمبية الدولية (الإنجليزية)
- نيكلاس ليندغرين على موقع أوليمبيديا (الإنجليزية)